# Lispocephala expulsa
Lispocephala expulsa är en tvåvingeart som beskrevs av Hardy 1981. Lispocephala expulsa ingår i släktet Lispocephala och familjen husflugor. Inga underarter finns listade i Catalogue of Life.